# Sistema nuclear de potencia auxiliar

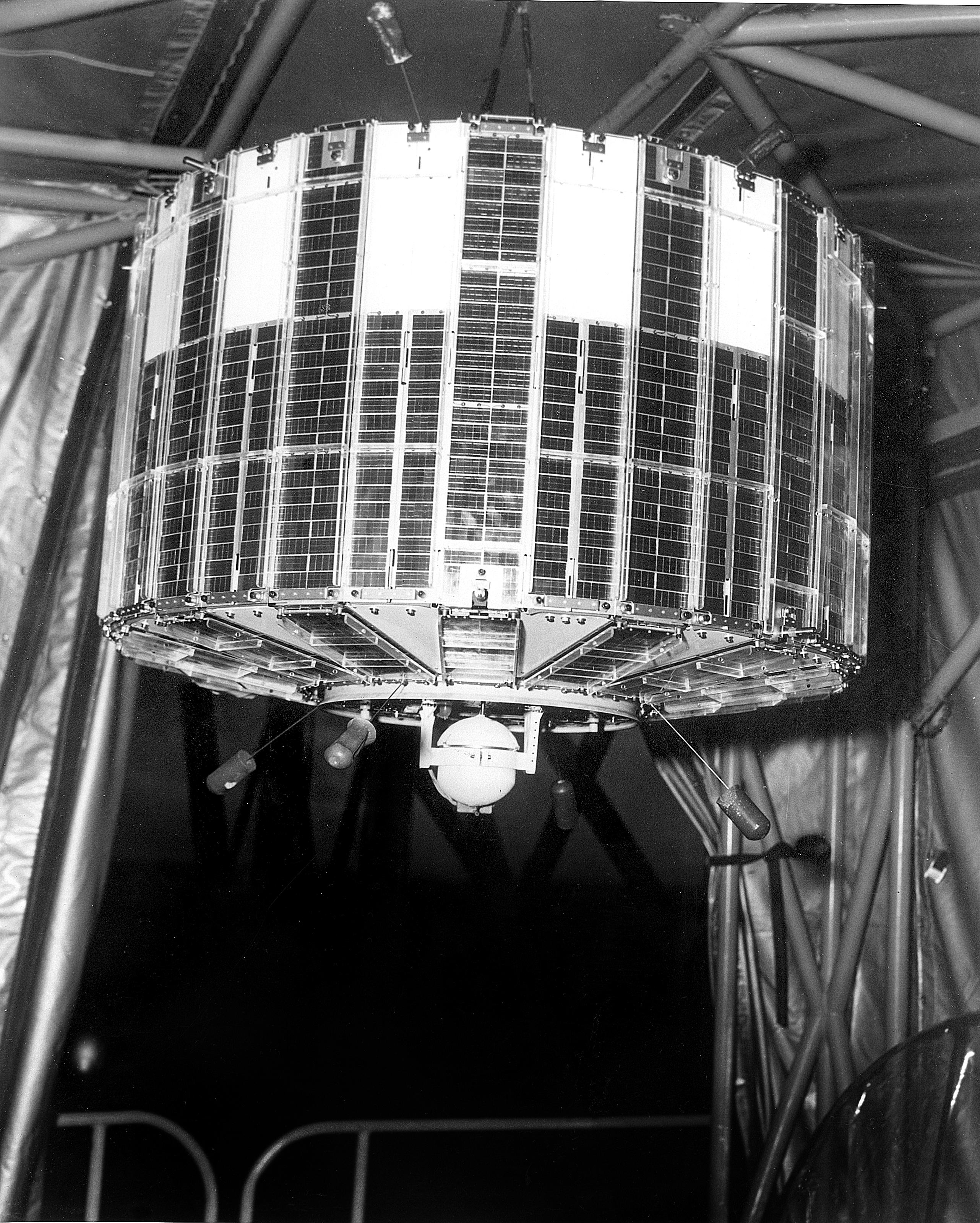
Un diminuto atómico SNAP que se sujeta a la base del satélite para realizar pruebas de vibraciones en el Laboratorio de Física Aplicada de Johns Hopkins, en el condado de Howard, Maryland.

El SNAP (siglas correspondientes a Systems for Nuclear Auxiliary Power, en español: Sistema nuclear de potencia auxiliar) son varios sistemas nucleares que se encargan del suministro de energía eléctrica a diversos satélites, sondas espaciales, o lugares aislados de nuestro planeta.
Fue desarrollado en Estados Unidos por la Comisión de Energía Atómica, que actualmente se denomina Comisión Nuclear Reguladora, y la NASA.
La mayoría de las unidades SNAP poseen dispositivos termoeléctricos con objeto de generar un voltaje eléctrico. Estos dispositivos se ponen en funcionamiento cuando son calentados, siendo en este caso un isótopo en desintegración el que produce el calor necesario.
Se han utilizado SNAPs en sondas espaciales para misiones como las Apolo (Luna), Viking (Marte), o Pioneer y Voyager (Sistema Solar exterior). Ejemplos de su utilización dentro de nuestro planeta son las estaciones de investigación oceánica, climática, o balizas de navegación.

### SNAP-10A
El SNAP-10A fue un sistema de reactor de fisión para el espacio. Construido como un proyecto de investigación para la Fuerza Aérea, para demostrar la capacidad de generar mayor potencia que RTG. El reactor empleó dos reflectores móviles de berilio para el control, y generó 35 kW al principio en cuanto se puso operativo. El sistema generó electricidad mediante la circulación de NaK alrededor de termopares de telurio de plomo. Para mitigar los riesgos del lanzamiento, el reactor se inició tras haber alcanzado una órbita segura. Fue lanzado desde órbita terrestre el 3 de abril de 1965, y utilizado dar energía al satélite de investigación Agena-D, construido por Lockheed Martin. El sistema produjo 500W de energía eléctrica durante el breve periodo de prueba de vuelo de 43 días. El reactor fue apagado prematuramente por un receptor de mando defectuoso. Se prevé que permanecerá en órbita durante 4.000 años.